# Plage du Vieux-Fort
La plage du Vieux-Fort est une plage de sable ocre située au sud de la plage de Clugny à Sainte-Rose, en Guadeloupe.  

## Description
La plage du Vieux-Fort, longue de 154 m, se situe au sud de la plage de Clugny dans l'anse du Vieux-Fort, au nord de la pointe du Vieux-Fort. Elle est accessible à partir de la plage de Clugny en empruntant un sentier montant dans des rochers puis en le redescendant par un escalier en bois qui la surplombe. 
La plage du Vieux-Fort présente une barrière rocheuse franchie par la mer, cassant les vagues et formant ainsi des lacs de baignades aux eaux non agitées, ce qui la rend peu dangereuse pour les enfants.

## Histoire
Des fouilles archéologiques ont démontré que la plage et ses alentours dont le Morne Dauphine ont servi du cimetière colonial. 

## Galerie

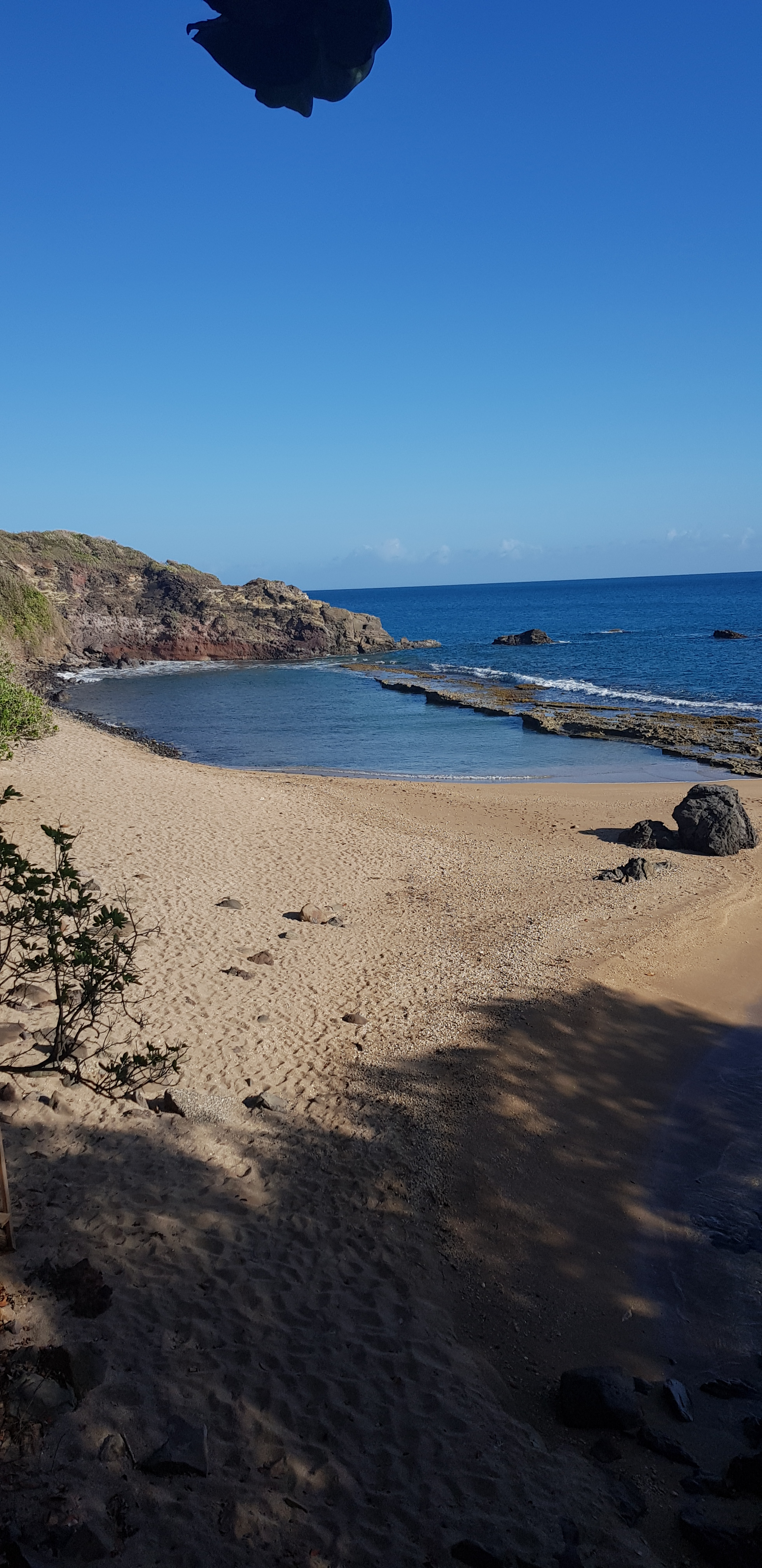
La plage du Vieux-Fort en venant de celle de Clugny
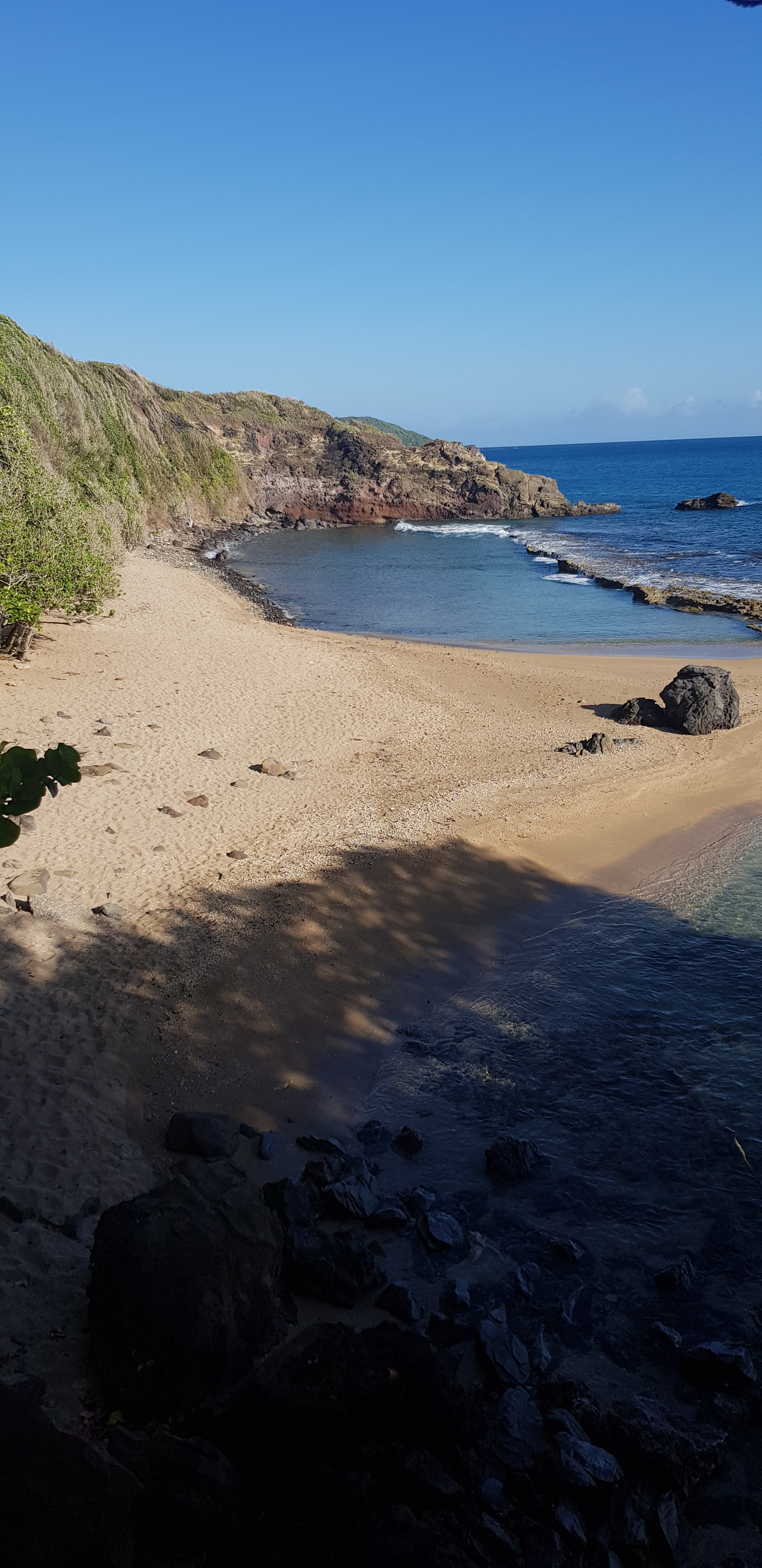
Autre vue de la plage
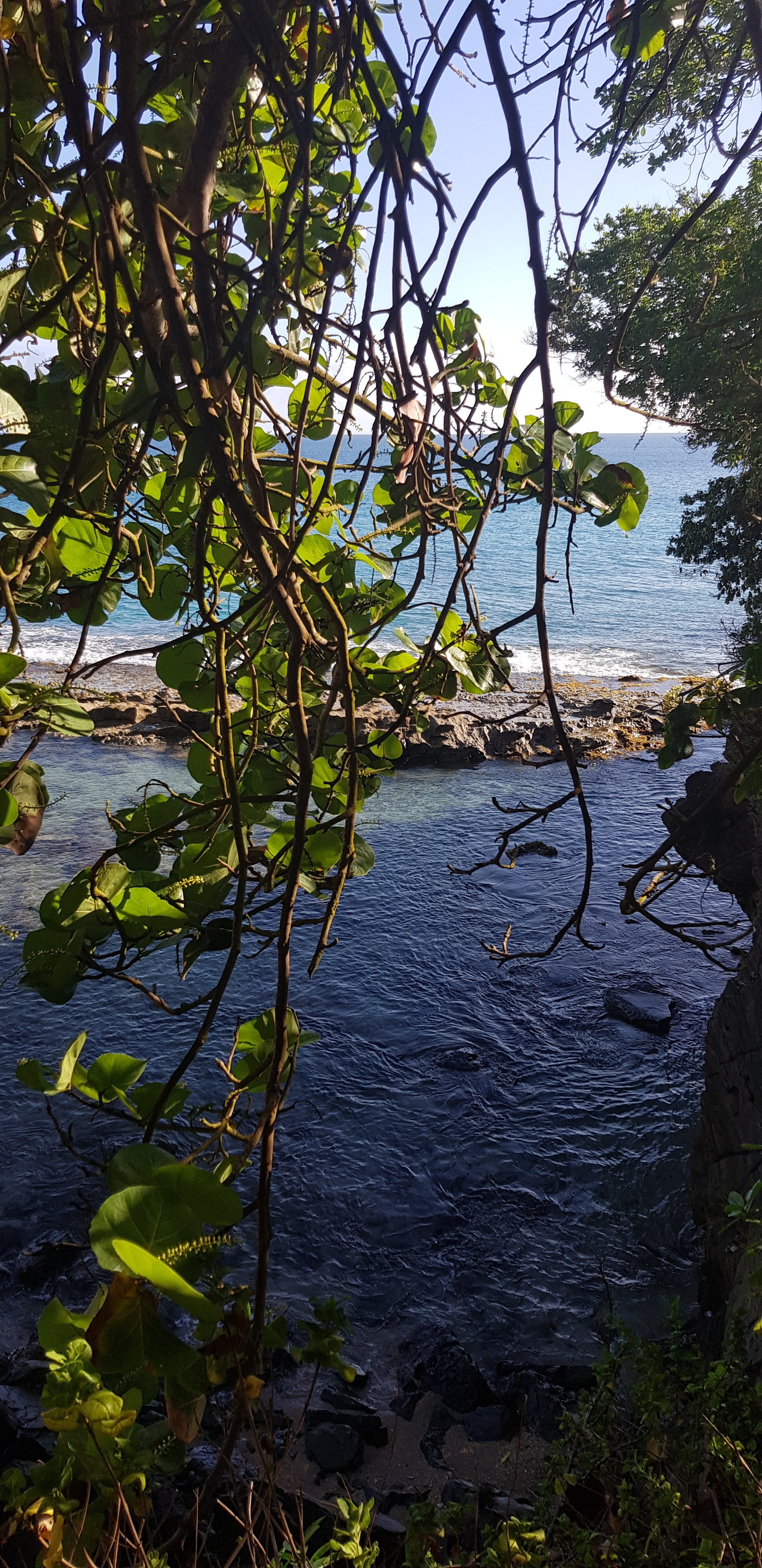
Vue de la barrière rocheuse coupant les vagues
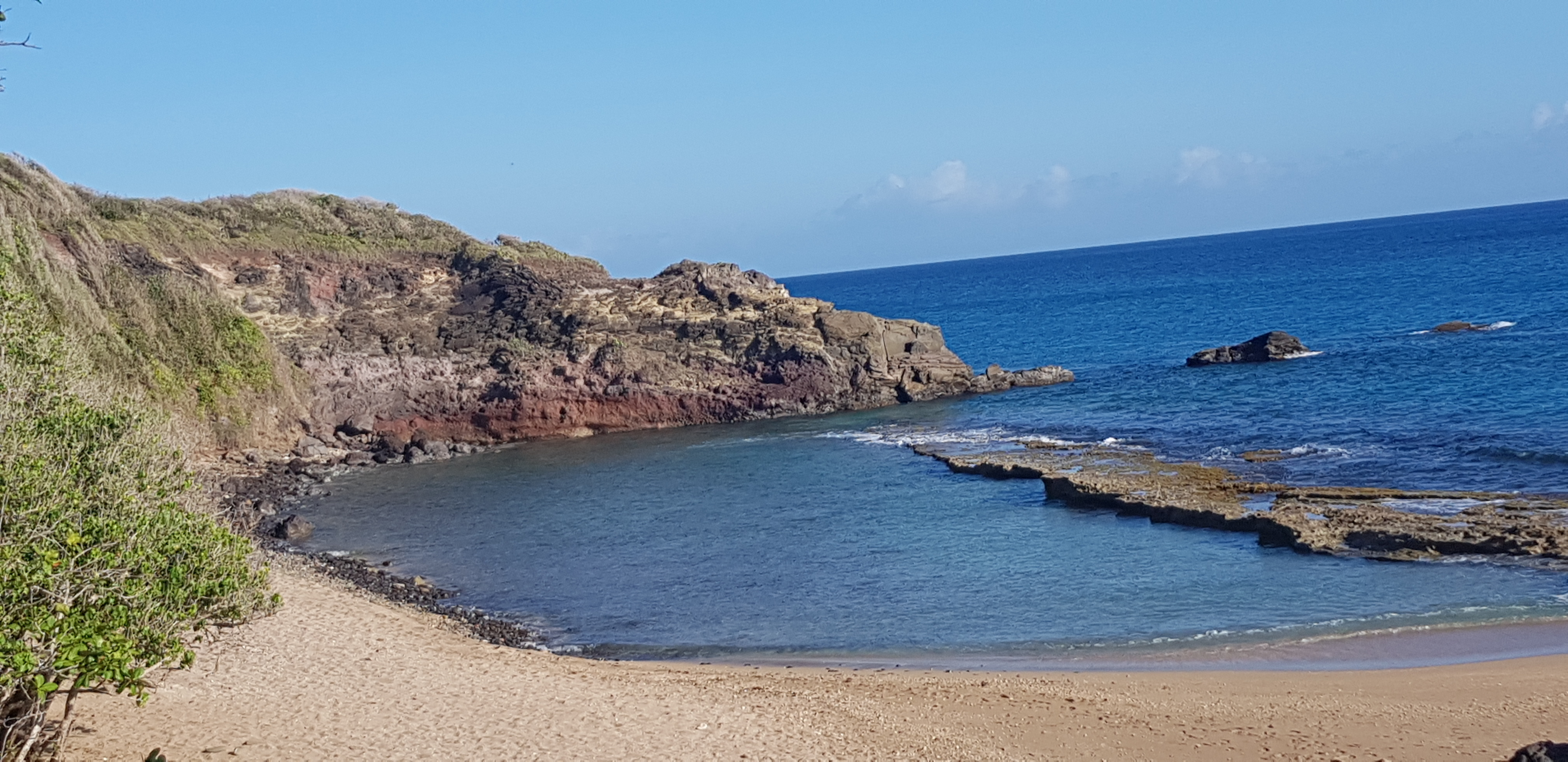
Plage et pointe du Vieux-Fort
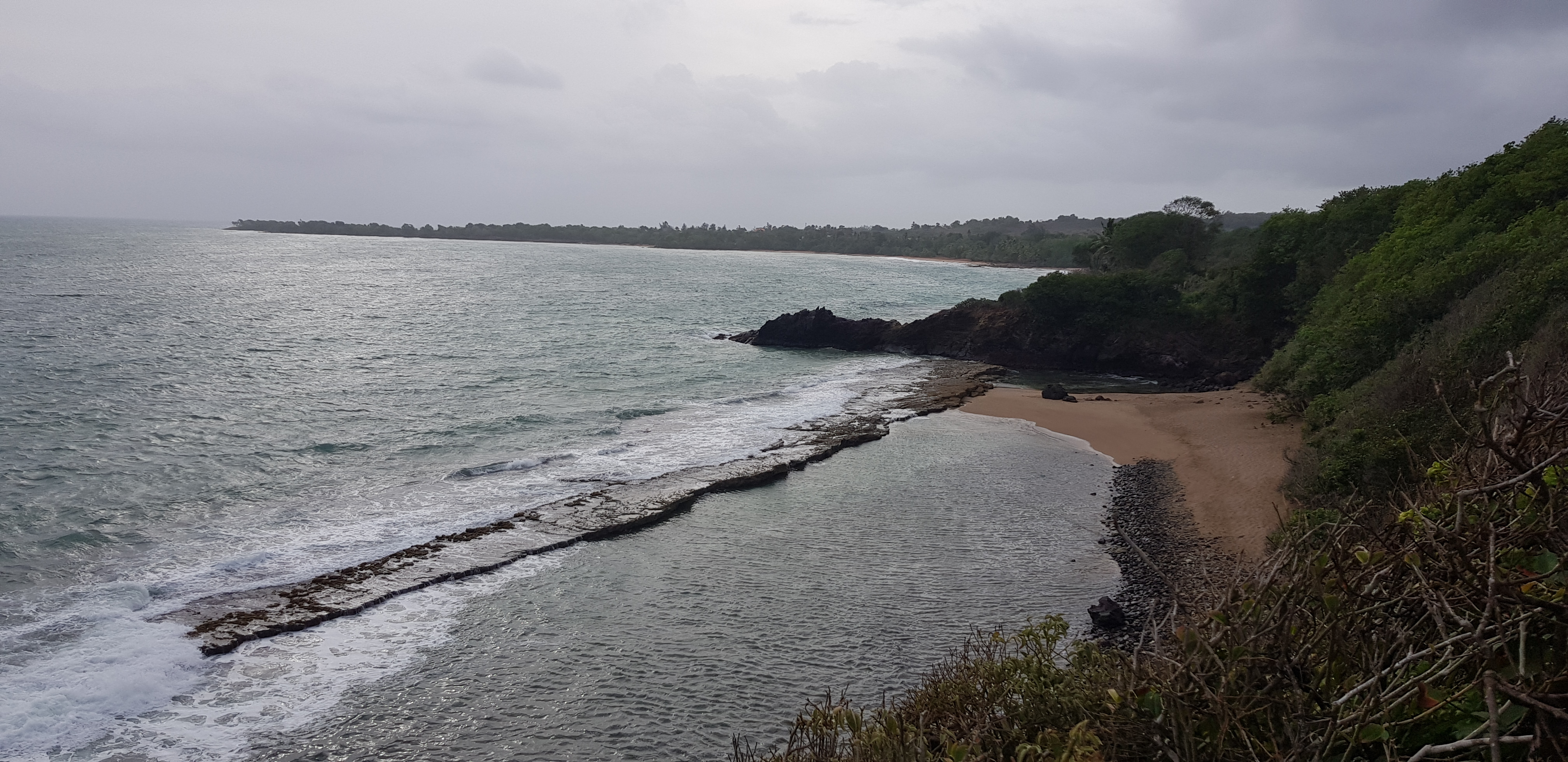
Plage du Vieux Fort vue de la pointe du Morne Rouge